# Cercepiccola
Cercepiccola é uma comuna italiana da região do Molise, província de Campobasso, com cerca de 727 habitantes. Estende-se por uma área de 16 km², tendo uma densidade populacional de 45 hab/km². Faz fronteira com Cercemaggiore, Mirabello Sannitico, San Giuliano del Sannio, Sepino.

## Demografia
| Variação demográfica do município entre 1861 e 2011                               |
|                                                                                   |
| Fonte: Istituto Nazionale di Statistica (ISTAT) - Elaboração gráfica da Wikipedia |